# Мотел Нана
„Мотел Нана“ је српски филм из 2010. године. Урађен је у копродукцији Србије и Републике Српске. Режирао га је Предраг Велиновић, по сценарију Ранка Божића.
Филм је премијерно приказан на Филмском фестивалу „Cinema city“ у Новом Саду 11. јуна 2010. године.
Овај филм је на основу одлуке жирија и публике био апсолутни победник Филмског фестивала у Сопоту (Софеста) 2010. године. Добио је награде за најбољи филм, Предраг Велиновић за најбољу режију, Ранко Божић за најбољи сценарио, а Драган Мићановић и Николина Ђорђевић за најбољу мушку и женску улогу.

## Радња
Иван је наставник историје, неожењен, заљубљен у Спарту, без много пријатеља. У разреду, у којем се нимало не поштују обичаји Спарте, Иван бива изазван, и стицајем околности ошамари ученика, те због тога бива суспендован и уз помоћ директора премештен као испомоћ из Србије у разрушено планинско село у Републици Српској, БиХ.
На путу, у аутобусу, упознаје Јасмину, жену сумњиве прошлости, која се, на позив пријатеља Хазима, власника мотела, враћа из Немачке.
Хоће ли боравак у БиХ, у школи у којој има свега 8 ђака различитог узраста, у сеоској средини коју не познаје, и која је потпуно другачија од градске, помоћи Ивану да донекле разуме живот?!
Његова љубав са Јасмином, коју знатно старији Хазим зове да би се заправо оженио њоме, и Хазимов син Сенад, једино муслиманско дете у разреду, коме Хазим не дозвољава да слуша српског учитеља, учиниће да Иван схвати како је историја потпуно безначајна категорија, која се стално понавља и од које нема користи.

## Улоге
| Глумац            | Улога               |
| ----------------- | ------------------- |
| Драган Мићановић  | Иван                |
| Николина Ђорђевић | Јасмина             |
| Зијах Соколовић   | Хазим               |
| Никола Пејаковић  | домар               |
| Младен Нелевић    | директор            |
| Љубивоје Тадић    | професор математике |
| Милош Пјевач      | ученик              |